# Фламинго, Райан
Райан Фламинго (нидерл. Ryan Flamingo; род. 31 декабря 2002, Бларикюм, Нидерланды) — нидерландский футболист, защитник клуба ПСВ.

## Карьера
Фламинго — воспитанник клубов «Бюссюм» и «Алмере Сити». В июле 2021 года был выкуплен «Сассуоло» и заявлен за команду до 19 лет. 1 июля 2022 года стал игроком основной команды итальянского клуба. В том же месяце был арендован клубом «Витесс». 7 августа 2022 года в матче против «Фейеноорда» он дебютировал в Эредивизи.
18 августа 2023 года Фламинго был арендован до конца сезона клубом «Утрехт», сделка включает опцию возможного выкупа игрока.
8 июля 2024 года перешёл в ПСВ, подписав пятилетний контракт.

## Достижения
ПСВ
- Чемпион Нидерландов: 2024/25
- Обладатель Суперкубка Нидерландов: 2025